# Gustav Doetsch

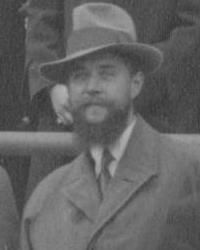
Gustav Doetsch, 1930 in Jena

Gustav Heinrich Adolf Doetsch (* 29. November 1892 in Köln; † 9. Juni 1977 in Freiburg-Günterstal) war ein deutscher Mathematiker, der vor allem wegen seiner Entwicklung der Theorie der Laplacetransformation bekannt ist.

## Leben
Gustav Doetsch besuchte 1904 bis 1911 das Wöhler-Realgymnasium in Frankfurt am Main und studierte danach bis 1914 Mathematik, Physik, Versicherungswesen und Philosophie in Göttingen, München und Berlin. Im Ersten Weltkrieg war er Artilleriebeobachter (ab 1916 als Leutnant im Fliegerkorps vom Flugzeug aus) und wurde sogar für den Pour le Mérite vorgeschlagen – das Kriegsende verhinderte die Verleihung.
Nach dem Krieg studierte er weiter in Frankfurt und Göttingen, wo er 1920 bei Edmund Landau promovierte (Eine neue Verallgemeinerung der Borelschen Summabilitätstheorie der divergenten Reihen). 1921 habilitierte er sich an der Universität Hannover, war 1922 bis 1924 in Halle Privatdozent für angewandte Mathematik, danach bis 1931 ordentlicher „Professor für darstellende Geometrie“ in Stuttgart und danach bis zu seiner Emeritierung 1961 an der Universität Freiburg.
Nach dem Zweiten Weltkrieg, wo er ab 1940 als Hauptmann der Reserve (später Major) im Reichsluftfahrtministerium als Organisator der Luftfahrtforschung diente (ab 1944 leitete die Abteilung Theoretische Ballistik im Luftfahrtforschungszentrum „Hermann Göring“ in Braunschweig), wurde er bis 1951 als Professor in Freiburg suspendiert.
Während der Weimarer Republik war er noch aktiver Pazifist. Er unterstützte z. B. 1931 einen Aufruf von Emil Julius Gumbel und distanzierte sich wegen des Baus eines Panzerkreuzers 1928 vom Zentrum. In den 1930er Jahren vertrat er nationalsozialistische Standpunkte, trat 1931 aus der Kirche aus und begrüßte 1933 die Vertreibung jüdischer Mathematiker wie die seines Lehrers Landau und seines Koautors Felix Bernstein aus ihren Ämtern. In der Deutschen Mathematiker-Vereinigung unterstützte er 1934 Ludwig Bieberbach in der Propagierung der Deutschen Mathematik, als dieser aufgrund seines offenen Briefes an Harald Bohr zurücktreten musste. Er war nicht in der NSDAP und war wegen seiner pazifistischen Vergangenheit auch ständig Anfeindungen von Seiten der Nationalsozialisten ausgesetzt. Ab 1936/1937 scheint seine Begeisterung für die Sache der Nationalsozialisten auch abgeflaut zu sein. Während des Kriegs arbeitete er die meiste Zeit in der Forschungsführung der mathematischen Abteilung der Luftfahrtforschungsanstalt Hermann Göring in Braunschweig. Hier wurde seine Position mit zunehmender Zeit schlechter. Dies hatte vermutlich mit seinem fehlenden Einfluss auf wichtige Personen des Dritten Reichs und seinem direkten, unbequemen Charakter zu tun.
Seine Suspendierung  nach dem Krieg, vor allem auf Betreiben von Wilhelm Süss (einer seiner Hauptkonkurrenten in der Wissenschaftsorganisation im Dritten Reich), erfolgte hauptsächlich wegen der ihm vorgeworfenen Denunziationen. Er denunzierte u. a. Ernst Zermelo, weil dieser sich weigerte, seine Vorlesungen mit dem Hitlergruß zu beginnen. Doetsch erreichte zwar seine Wiedereinsetzung, war aber in Freiburg, wo man ihn fast einhellig ablehnte, weitgehend isoliert. Er mied die mathematische Fakultät, besuchte keine Fakultätssitzungen und hielt seine Vorlesungen nicht im Gebäude der Mathematischen Fakultät, sondern im Hauptgebäude der Universität. 1950 war er Gastprofessor in Santa Fe (Argentinien), 1952 in Madrid und 1953 in Rom.
Obwohl er mit dem Ausbau der Theorie der Laplacetransformation ein für viele Anwendungen (Elektrotechnik, Regelungstechnik) wichtiges Werkzeug schuf, war er den Anwendungen der Mathematik gegenüber skeptisch eingestellt, wie seine damals viel beachtete Antrittsvorlesung in Halle im Jahresbericht der Deutschen Mathematiker-Vereinigung 1922 zeigte.  Seine grundlegenden Arbeiten zur Laplacetransformation führte er in den 1920er Jahren durch, teilweise in Zusammenarbeit mit Felix Bernstein.
Doetsch war Mitglied der Deutschen Friedensgesellschaft und des Friedensbundes Deutscher Katholiken sowie Mitglied der Königlich spanischen Akademie der Wissenschaften und der Heidelberger Akademie der Wissenschaften.

## Schriften
- Theorie und Anwendung der Laplacetransformation. Berlin 1937.
- Handbuch der Laplacetransformation. 2 Bände. Birkhäuser, Basel 1950, 1955.
- Einführung in die Theorie und Anwendung der Laplacetransformation. Birkhäuser 1958, 3. Auflage 1976 (englisch 1974)
- Anleitung zum praktischen Gebrauch der Laplacetransformation. 1961, 3. Auflage, Springer 1967.
- Funktionaltransformationen. In: Sauer, Szabo (Hrsg.): Mathematische Hilfsmittel des Ingenieurs. Springer 1967.
- Doetsch „Der Sinn der angewandten Mathematik“, Jahresbericht des DMV 1922
- Doetsch „Über das Problem der Wärmeleitung“, Jahresbericht DMV 1923